# Leioheterodon madagascariensis
Leioheterodon madagascariensis — вид змій родини Pseudoxyrhophiidae. Ендемік Мадагаскару.

## Поширення і екологія
Leioheterodon madagascariensis широко поширені на острові Мадагаскар та на сусідніх островах, зокрема на Нусі-Бе. Інтродукована популяція також існує на острові Великий Комор. Вони живуть в сухих тропічних лісах, в чагарникових заростях та на луках. Живляться ящірками, жабами, птахами, яйцями, іноді зміями та дрібними лемурами. Відкладають яйця.